# Můj pasák
Můj pasák (v originále Mon homme) je francouzský hraný film z roku 1996, který režíroval Bertrand Blier podle vlastního scénáře. Snímek měl premiéru ve Francii dne 31. ledna 1996.

## Děj
Prostitutka pozve jednoho večera bezdomovce na večeři a pak domů, aby u ní přespal. Pod jeho mužným kouzlem s ním spí a poté, co se zamiluje, mu nabídne, aby se stal jejím pasákem.

## Obsazení
| Anouk Grinberg            | Marie Abarth                |
| Gérard Lanvin             | Jeannot                     |
| Valeria Bruni Tedeschiová | Sanguine                    |
| Olivier Martinez          | Jean-François               |
| Dominique Lollia          | Mélissa                     |
| Dominique Valadié         | Gilberte                    |
| Mathieu Kassovitz         | zákazník                    |
| Jacques François          | zákazník                    |
| Michel Galabru            | zákazník                    |
| Robert Hirsch             | pan Hervé                   |
| Bernard Fresson           | personální ředitel          |
| Jacques Gamblin           | zákazník                    |
| Bernard Le Coq            | policejní inspektor Marvier |
| Frédéric Pierrot          | vyšetřující policista       |
| Sabine Azéma              | Bérangère                   |
| Roger Carel               | chodec v klobouku           |
| Jean-Pierre Léaud         | zákazník                    |